# カメレオン (八神純子の曲)
「カメレオン」は、1986年11月10日にリリースされた八神純子の23枚目のシングルである。アルバム『ヤガマニア』からのシングルカット。発売元はアルファ・ムーン。

## 概要
表題曲のタイトル「カメレオン」には、比喩表現で ″気分屋″、″意見・行動などを(カメレオンのように)状況に応じて変化させる人″ などの意味がある。この曲はクラリオン ″Let's Sing編″ のCFソングに採用された。
B面曲の「金色のサプライズ」は、八神が名古屋の実家に帰省した際、実妹が綺麗になっていたという心境を楽曲にしたものである。
ジャケットには『ヤガマニア』と同じ写真が流用された。このシングルを以ってアルファ・ムーンからのリリースは最後となり、次作の「WORKING WOMAN (良妻賢母)」からはNECアベニューからのリリースとなる。

## 収録曲
1. カメレオン (4分10秒)
作詞・作曲：八神純子／編曲：J.J.スタンレー
2. 金色のサプライズ (4分29秒)
作詞・作曲：八神純子／編曲：J.J.スタンレー

## リリース日一覧
| 地域 | リリース日     | レーベル         | 規格       | カタログ番号 | 備考   |
| ---- | -------------- | ---------------- | ---------- | ------------ | ------ |
| 日本 | 1986年11月10日 | アルファ・ムーン | シングル盤 | MOON-730     | STEREO |

## タイアップ
| 曲順 | 曲名       | タイアップ                         | 備考 |
| ---- | ---------- | ---------------------------------- | ---- |
| A1   | カメレオン | クラリオンCF ″Let's Sing編″ 挿入曲 |      |

## 関連作品
- アルバム『ヤガマニア』

## 参考資料
- 八神純子『カメレオン』（シングルレコード）アルファ・ムーン、1986年11月10日。MOON-730。